# Akosua Agyapong
Akosua Agyapong est une chanteuse et une personnalité de la télévision ghanéenne.

## Biographie
Akosua Agyapong est née le 17 novembre 1969 à Accra, au Ghana. Elle a fait ses études secondaires au lycée Holy Child de Cape Coast.
Agyapong a commencé à chanter dès son plus jeune âge et a été découverte dans les années 1990. Son premier album, Frema, sorti en 1990, était rempli de chansons inspirantes comme Me ye Obaa qui est devenu un succès instantané.

### Vie personelle
Elle est mariée et a six enfants.